# Spermie

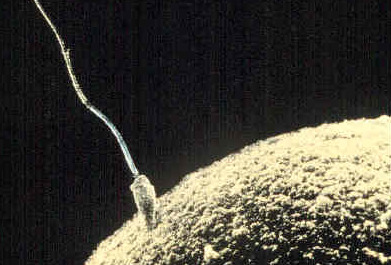
En spermie har nått fram till en äggcell för att befrukta den.

Spermie eller spermatozo är den manliga könscellen, sädescellen. Spermier, vilka bildas i pungen, utsöndras med ett vitt sekret (sperma eller sädesvätska) vid ejakulation, och har till funktion att befrukta äggceller vid sexuell förökning. Produktion av spermier kallas spermatogenes, och sker i testiklarna där runda celler som kallas spermatogonier delar sig och mognar till färdiga spermier. 

## Historia
Ordet spermie kommer från grekiskans sperma, som betyder ’säd’ och zoon, som betyder ’levande’. Spermier är små haploida celler, vilket innebär att de inte har en full uppsättning kromosomer. Den förste som observerade och beskrev spermier var Antonie van Leeuwenhoek, vars rön publicerades av Royal Society år 1679.

## Beståndsdelar
En spermie består av ett huvud, mellanstycke och svans. I huvudet finns kromosomerna tätt packade, samt en mindre mängd cellplasma. Längst fram i huvudet finns akrosomen med enzymer som behövs för att kunna tränga igenom äggets skyddande membran, zona pellucida, och befrukta ägget. I mellanstycket finns en stor mängd mitokondrier, som ger den energi spermien behöver för att kunna ta sig fram, genom produktion av ATP. Svansen är en flagell som används för att driva spermien framåt. Denna flagell slår inte från sida till sida utan roterar, på grund av flagellens uppbyggnad med nio microtubilii en ring, och två stycken i mitten.
Under befruktningen är det bara kromosomerna som går in i ägget, och därför blir spermiens mitokondrier förstörda av ägget utanför skalet, varför allt mitokondriellt DNA hos barnet är ärvt via modern. 
Äggcellen är täckt av ett membran, zona pellucida. När spermien når ägget, frisläpps spermiens enzymer ur akrosomen och bryter ner cellmembranet. Spermiens cellmembran fuserar sedan med äggets, och dess innehåll töms in i ägget.

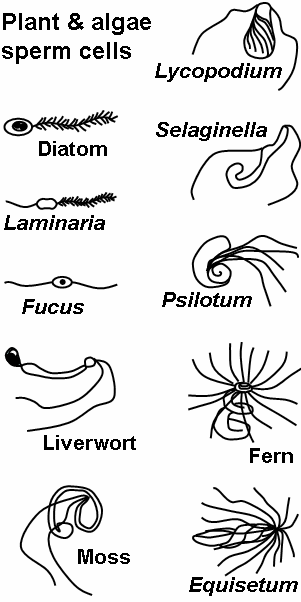
Spermier hos växter och alger. Observera att kiselalger (diatoms) och brunalgerna Laminaria och Fucus ej tillhör växtriket.

## Människans spermier
Människans spermier har ett huvud som är sex gånger tre mikrometer stort, och en svans som är 50 mikrometer lång. Den rör sig framåt med ungefär en till tre millimeter per minut. 
Spermien innehåller halva det genetiska materialet som behövs för att skapa en ny individ, och ägget den andra hälften. Detta innebär också att endast 50 procent av mannens anlag förs vidare till avkomman. Människospermien innehåller antingen en X- eller en Y-kromosom, medan ägget alltid innehåller en X-kromosom, och därför är det, hos människan, spermien som avgör vilket kön det blir på barnet.
Spermier bildas kontinuerligt och i astronomiska antal. Det antas att evolutionella faktorer samt tävling mellan olika mäns spermier (spermiekonkurrens) ligger bakom det stora antalet spermier, eftersom detta leder till en tävling mellan spermierna om vilken som kommer att befrukta ägget. För att befruktning ska äga rum krävs dels att spermien kan förflytta sig till platsen för befruktning (äggledaren), dels att spermien klarar miljön som i hög grad står under hormonell kontroll, dels att spermien förmår tränga in i äggcellen. Till sin hjälp har spermien sädesvätskan som strax efter ejakulationen blir geléliknande för att skydda spermien mot den sura miljön i vagina, varefter sädesvätskan efter ungefär en halvtimme blir mer vätskelik vilket underlättar förflyttningen. Det tar ungefär någon minut innan den första spermien når äggledaren. Det är den spermie med störst rörlighet som hinner dit först, men det är inte nödvändigtvis den snabbaste spermien som befruktar ägget. Spermier kan överleva i upp till fem dagar.
Mannens ålder påverkar sannolikt kvaliteten på spermierna, på samma sätt som kvinnans ålder påverkar äggcellerna. Detta beror troligen på att ökad ålder leder till att fler spermier bär på fler mutationer. Sådana mutationer saknas dock hos äggcellerna. Spermiernas kvalitet försämras, deras antal minskar och rörligheten avtar, bland annat av att mannen har bukfetma eller fetma.

## Växters spermier
Alla gröna växter har spermier. (Hos vissa grönalger saknas skillnad mellan hanliga och honliga gameter). Spermierna befruktar äggcellen. Alla landväxter (embryofyter) och vissa grönalger (karofyter) är oogama vilket innebär att en liten spermie, befruktar ett stort ägg, precis som hos oss. Däremot kan utseendet på spermierna variera en hel del mellan olika divisioner.
Hos mossor krävs vatten då spermierna måste simma (eller stänka) från hanplantan (hangametofyten) till honplantan (hongamofyten). Hos lummerväxter och ormbunksväxter bildas könsorganen på små gametofyter kallade protallier. Även här krävs vatten för att spermierna ska kunna simma från hanorganet till honorganet.
Hos samtliga fröväxter utbildas spermierna i pollenkornet som är hangametofyten. Här krävs således inget vatten för befruktningen. Hos kottepalmer och Ginkgo simmar emellertid spermierna den sista biten fram till ägget inuti honsporangiets vävnad. Hos barrväxterna, Gnetophyta och angiospermerna simmar emellertid inte spermierna eftersom en pollenslang utvecklas som gör att spermierna passivt förs fram till äggcellen.